# José Somoza y Muñoz
José Somoza y Muñoz (ur. 24 października 1781 w Piedrahíta, zm. 4 października 1852 tamże) – hiszpański pisarz i poeta.
Był synem Ignacia Somozy y Carvajala, sewilczyka, który przeniósł się do Piedrahíta, i Juany Muñoz Barrientos, pochodzącej z bogatej i wpływowej rodziny. Studiował w Ávila i na Uniwersytecie w Salamance. Po śmierci ojca w 1797 roku musiał wrócić do Piedrahíta. Żył prawie zawsze samotnie, sporadycznie podróżował do Madrytu, gdzie spotykał się z przyjaciółmi swojego ojca, takimi jak Juan Meléndez Valdés, Manuel José Quintana, Gaspar Melchor de Jovellanos i Francisco Goya.
W 1808 roku brał udział w walce przeciwko Francuzom w wojnie na Półwyspie Iberyjskim, ale później wrócił do wioski aby zająć się chorym bratem. Był prześladowany ze względu na swoje liberalne poglądy. w 1832 roku wydał neoklasyczne Poezje. Pisał także powieści historyczne, m.in. El bautismo de Mudarra i El capón (1842).